# Autoedició
L'autoedició, publicació d'escriptori, o en anglès desktop publishing (DTP), és el procés —i l'activitat professional— de composició de pàgines —de llibres o altres publicacions— mitjançant programes informàtics. Ha substituït l'edició tradicional gràcies als grans avenços que les noves tecnologies informàtiques han introduït en totes les fases de l'edició: composició, compaginació, tractament d'imatges, confecció d'imatges de línia, correcció d'estil i tipogràfica, impressió, etc.
Els programes d'autoedició (QuarkXPress, Adobe InDesign, Scribus, Microsoft Publisher, Corel Ventura o Apple Pages) es basen en el concepte WYSIWYG (what you see is what you get, 'el que veus és el que obtens'). La tecnologia WYSIWYG permet treballar sense codis en moltes fases del procés.
En l'autoedició, per exemple, la compaginació es pot fer sense imprimir galerades, es poden elaborar índexs sense fer una lectura en paper, es poden inserir il·lustracions directament de suports electrònics o òptics i es poden automatitzar o simplificar moltes altres accions de l'edició professional.